# Вулиця Катерини Гандзюк
Ву́лиця Катери́ни Гандзю́к — вулиця в Деснянському районі міста Києва, місцевість Соцмісто. Пролягає від вулиці Гетьмана Павла Полуботка до вулиці Вінстона Черчилля.

## Історія
Вулиця виникла в середині XX століття. 1955 року отримала назву Біломорська вулиця. 1977 року вулицю було офіційно ліквідовано, однак фактично вона продовжила існувати. 2015 року вулицю поновлено в реєстрі і включено до офіційного довідника «Вулиці міста Києва»
Сучасна назва на честь української громадської й політичної діячки Катерини Гандзюк — з 2022 року.

## Релігійні споруди
На території військової частини Т-0710 була зведена церква на честь преподобного Миколи Святоші. Місце під храм було освячене архієпископом Вишгородським Павлом 13 червня 2007 року. Будівництво розпочато того ж року, після дня пам'яті преподобного Миколи Святоші (27 жовтня), за сприяння Голови Адміністрації Державної спеціальної служби транспорту генерал-лейтенанта М. І. Малькова, особового складу Держспецтрансслужби та інших благодійників. Освячення храму відбулося 4 листопада 2010 року, його проводив митрополит Київський та всієї України Володимир. З жовтня 2011 року по квітень 2012 року проводився розпис стін та стелі церкви.
Церковна будівля цегляна, однобанна з дзвіницею. В опорядженні використані елементи українського бароко та давньоруського зодчества. Церква є двопрестольною — тут діє також нижній храм на честь святого мученика Івана-воїна, освячений 7 травня 2012 року єпископом Васильківським Пантелеймоном. Конфесійно храм належить до Української Православної Церкви (Московського Патріархату).